# 熊本市現代美術館
熊本市現代美術館（くまもとしげんだいびじゅつかん）は、熊本県熊本市中央区にある市立の美術館。英語表記はContemporary Art Museum, Kumamoto（CAMK）。

## 概要
熊本市中心市街地の真ん中で、最も交通量の多い通町筋と上通との交差点に建つびぷれす熊日会館の3階に設置された、九州で唯一の「現代」を冠たる美術館。
ジェームズ・タレル、マリーナ・アブラモヴィッチ、草間彌生、宮島達男といった国際的に活躍する4人の現代美術家たちによるインスタレーション作品が館内に恒久的に展示されており、いつでも見ることができる。
また、数千冊の本が自由に読めるホームギャラリーや子育て相談もできる子育てひろばなど、メインの展覧会場以外は全て無料で利用することができ、待ち合わせや休憩など、市民の憩いの場として利用されている。2009年（平成21年）に写真家の荒木経惟が撮影した地元の熊本で募集した母親と子供の母子ヌード写真集の『熊本ララバイ』が展示された。
1代目館長に田中幸人。2代目館長に南嶌宏。3代目館長に桜井武。4代目館長に現在の日比野克彦がいる。

## 利用案内
- 開館時間
  - 10:00-20:00（展覧会入場は19:30まで）
- 休館日：火曜日（祝日の場合は開館し、翌平日休館）、年末年始（12月29日から1月3日）
- 入館料：無料（企画展示のみ有料）

## 施設案内
- 3階 メインギャラリー、ギャラリーⅢ、井手宣通記念ギャラリー、ホームギャラリー、アートスカイギャラリー、子育てひろば、ミュージアムショップ等
- 5階 アートロフト、キッズファクトリー

## 建築概要
上通A地区第一種市街地再開発事業#建築概要A棟を参照

## 活動
展覧会や美術のワークショップ等のほか、毎日19:00からはホームギャラリーでボランティアによるピアノのコンサート、毎週月曜日には映画上映会が行われる他、各種コンサート、詩の朗読会、絵本の読み聞かせや人形劇など、様々な活動が行われている。
また、美術館での活動以外にも、学校での出張ワークショップ、街なかでのアートプロジェクト、まちづくりを考える研究会等、幅広い活動を行っている。

## 研究
熊本出身の生人形作家、松本喜三郎、安本亀八を中心に開館前から研究を続けており、当時は芸術と見なされていなかった生人形に光を当てた。
その他にも、ハンセン病療養所、漫画、メディアアート、ファッションなど、現代の視点で古いものから新しいものまでを歴史の中で検証し、紹介する他、最近ではミュージアムIPMにも力を入れている。

## まちなか子育てひろば
2014年6月、日本で初めて、美術館内に児童福祉法上の「地域子育て拠点施設」としてのまちなか子育てひろばを設置。
10:00-15:00までは、子育てアドヴァイザーが常駐しており、子どもを遊ばせながら、気軽に子育ての相談をすることができる。

## 不祥事
2010年7月、高知県香南市の文化施設、「絵金蔵」から借り受けていた幕末の絵師、弘瀬金蔵の屏風絵のうち5点を、燻蒸作業のミスによって変色させた。
通常、美術館や博物館は、展示品の燻蒸作業を行う有資格者を配置するか、もしくは、館員立会の下で専門の業者に委託するのが一般的である。しかし当館に勤務する学芸員の5人全てが資格を持っておらず、また、開館以来、所蔵品・展示品の館内での燻蒸作業の経験も一度もなかった。
さらに、今回の作業を依頼した業者に対しても、変色の可能性のある貴重な美術品であるという事を十分伝えていなかった。そのため業者は、絵画専門の燻蒸業者でなく、下請けの葉たばこ燻蒸業者に作業を依頼したという。
今回の不祥事に対して美術関係者からは「考えられない」「燻蒸作業は必ず業者と打ち合わせし、学芸員が立ち会うのが基本」との声も出ている。
これらの作品は東京に送られ4年をかけて修復作業が行われ2017年春に絵金蔵に返還された（ただし、所々緑色が黒く変色した部分が修復できなかった箇所がある）。

## 交通アクセス
- 熊本市電A系統・B系統 通町筋停留場よりすぐ
- 熊本桜町バスターミナルより産交バス、熊本電鉄バス、熊本バス、熊本都市バスの路線で通町筋バス停下車すぐ。
- 九州自動車道熊本インターチェンジから7.8㎞